# غژغژه

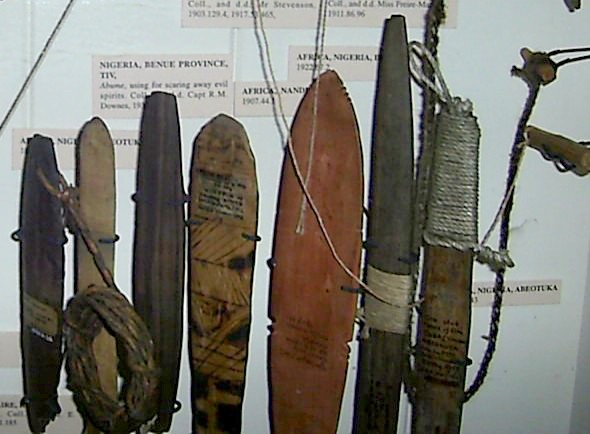
غژغژه‌هایی از آفریقا در موزه پیت ریورز.

غـِژغـِژه یکی از سازهای ماقبل تاریخ است که به گروه‌های اجتماعی اولیه بشر تعلق داشته‌است.
ساز غژغژه از صفحه‌ای چوبی، استخوانی یا فلزی تشکیل شده و معمولاً طرح ماهی‌واره دارد. انتهای این صفحه، سوراخی دارد که از آن نخی می‌گذرد که به صفحه گره زده می‌شود. 
چرخش صفحه به وسیلهٔ نخ سبب می‌شود که از ساز صدایی مانند غژغژ شنیده شود.
صدای لزرشی (ویبراتو) که با این ساز تولید می‌شود در پی اثر دوپلر پدید می‌آید. 
در دوران پیشاتاریخ، از غژغژه برای ارتباط از راه دور بهره می‌گرفتند. پیشینهٔ این ساز به دوران دیرینه‌سنگی بازمی‌گردد. یکی از غژغژه‌های یافته‌شده در اوکراین در سال ۱۷ هزار پیش از میلاد ساخته شده‌است. غژغژه در تمامی قاره‌ها به‌جز جنوبگان یافته شده‌است.
| غژغژه‌های سرخ‌پوستان آمریکای شمالی.   | غژغژه‌های سرخ‌پوستان آمریکای شمالی.     | غژغژه‌های سرخ‌پوستان آمریکای شمالی. |
| ----------------------------------- | ------------------------------------- | --------------------------------- |
|                                     |                                       |                                   |
| یک تسین دینی (چوب غُرغُرو) قوم ناواهو | یک تزی-دیتیندی (چوب صدادار) قوم آپاچی | یک ناکان‌تان (خنک‌کن) قوم گرو وانتر |